# 오이바 투오미넨
오이바 에밀 칼레르보 "오입파" 투오미넨(Oiva Emil Kalervo "Oippa" Tuominen: 1908년 3월 5일 - 1976년 1월 28일)는 핀란드의 공군 군인이다. 제2차 세계 대전 당시 에이스 전투조종사이며 2급 만네르헤임 십자장 기사이다. 총 400회 이상 출격하여 소련군 군용기를 44기 격추했다. 애기는 영국제 글로스터 글래디에이터(복엽기), 이탈리아제 피아트 G.50 프레키아였다.